# ألعاب الدروع
العاب الدروع (بالإنجليزية: Armor Games)‏ هي ناشر لألعاب الفيديو الأمريكية وبوابة مجانية لألعاب الويب. يستضيف الموقع أكثر من ألف لعبة متصفح إتش تي إم إل 5. مقرها في إيرفين، كاليفورنيا، تم تأسيس الموقع في عام 2004 من قبل دانيال مكنيلي.
في 3 مارس 2019، كشفت الشركة عن تعرضها لخرق للبيانات في عام 2019 وأن قاعدة البيانات تم بيعها.